# Banco Nacional de Serbia
El Banco Nacional de Serbia (en serbio: Народна банка Србије o Narodna banka Srbije) es el banco central de la República de Serbia y, como tal, sus principales responsabilidades son la protección de la estabilidad de los precios y el mantenimiento de la estabilidad financiera. La actual gobernadora del banco es Jorgovanka Tabaković.

## Historia

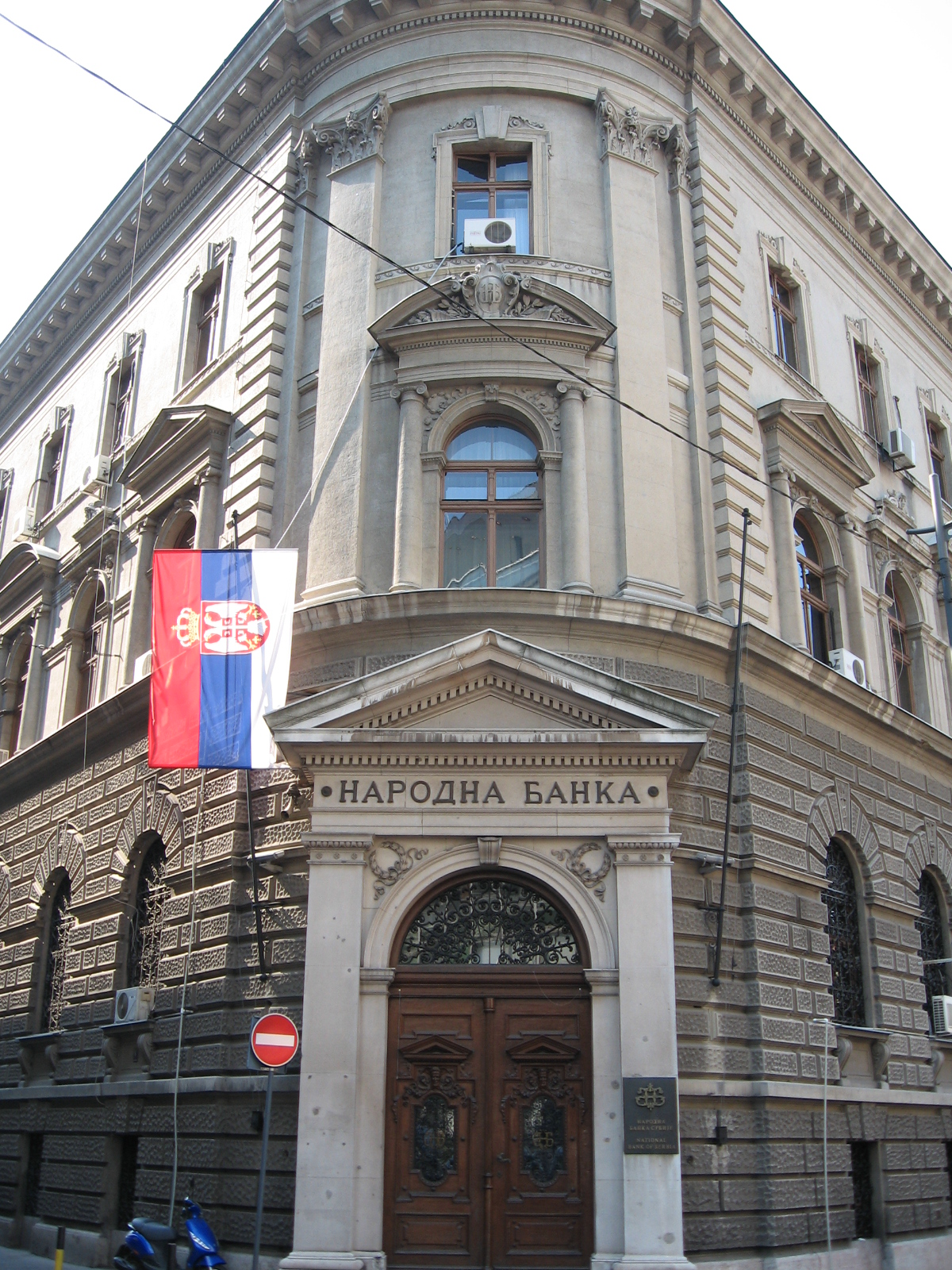
Sede histórica del Banco Nacional de Serbia, ubicada en la Calle Kralja Petra 12, en Belgrado, Serbia.

Fundado originalmente el 2 de julio de 1884, como el Banco Nacional Privilegiado del Reino de Serbia. Su modelo estaría basado en el del Banco Nacional de Bélgica, considerado para el momento como el modelo a seguir de las instituciones bancarias modernas. Su primer director sería Aleksa Spasić. Después de la gran guerra, el banco estuvo bajo tremendos cambios como el país, que tras su expansión, se haría eventualmente una nueva nación: Yugoslavia. No sería sino hasta el 2003, cuando el último remanente de Yugoslavia desapareciera y el banco retomara la labor de imprimir solo la divisa de Serbia.

### Entidades predecesoras
- Banco Nacional Privilegiado del Reino de Serbia (2 de julio de 1884 - 20 de enero de 1920)
- Banco Nacional del Reino de los serbios, croatas y eslovenos (20 de enero de 1920 -3 de octubre de 1929)
- Banco Nacional del Reino de Yugoslavia (3 de octubre de 1929 - 1 de septiembre de 1946)
- Banco Nacional de Yugoslavia (1 de septiembre de 1946 - 19 de julio de 2003)
- Banco Nacional de Serbia (19 de julio de 2003 - presente)

## Funciones
Las funciones básicas del Banco Nacional de Serbia incluyen la determinación y aplicación de la política monetaria, así como el de la política de tipo de cambio del dinar, la gestión de las reservas de divisas, emisión de billetes de banco y monedas, y el mantenimiento eficiente de pago y los sistemas financieros.

## Gerentes
A continuación se listan a algunos de los directores más reconocidos del Banco Nacional de Serbia desde su restablecimiento en el año 2003.
- Jorgovanka Tabaković (6 de agosto de 2012 – presente)
- Dejan Šoškić (28 de julio de 2010 – 6 de agosto de 2012)
- Radovan Jelašić (25 de febrero de 2004 – 28 de julio de 2010)
- Kori Udovički (23 de julio de 2003 – 25 de febrero de 2004)
- Mlađan Dinkić (4 de marzo de 2003 – 22 de julio de 2003)